# Le Juge (film, 1984)
Pour les articles homonymes, voir Le Juge.
Pour plus de détails, voir Fiche technique et Distribution.
Le Juge est un film français réalisé par Philippe Lefebvre, sorti en 1984, inspiré de la lutte du juge Michel contre la French Connection.

## Synopsis
À Marseille, le juge Muller veut démanteler un réseau de trafiquants de drogue. Il s'assure la collaboration d'un commissaire de police pour s'attaquer directement à la tête de l'organisation, un truand nommé Rocca.

## Fiche technique
- Titre : Le Juge
- Réalisation : Philippe Lefebvre
- Scénario : Philippe Lefebvre et Bernard Stora
- Photographie : Jean-Paul Schwartz
- Musique : Luis Enriquez Bacalov
- Décors : Jean-Claude Gallouin
- Son : Jean-Pierre Ruh, Dominique Hennequin
- Coordinateur des cascades : Rémy Julienne
- Montage : Youcef Tobni
- Distribution des rôles : Mamade[1]
- Production : Denis Mermet, Philippe Schwartz	et Yves Rousset-Rouard
- Société de production : GEF Revco, TF1 Films Production, Trinacra Films
- Format :  Couleur (Eastmancolor) - 35 mm - 1,66:1 - Mono
- Pays d'origine :  France
- Genre : drame et policier
- Durée : 97 minutes
- Date de sortie : France, 11 avril 1984

## Distribution
- Jacques Perrin : le juge François Muller
- Richard Bohringer : le commissaire Lucien Inocenti
- Daniel Duval : Antoine Rocca
- Andréa Ferréol : Régine Sauvat
- Jean Benguigui : Donati
- Michael Lonsdale : le médecin
- Jean-Pierre Sentier : le commissaire Perrota
- Paul Le Person : le président Lebau
- Brigitte Catillon : Grégoire
- Jean Franval : Pinacchio
- Patrick Chauvel : Calvo
- Georges Trillat : Tarzan
- Anne Canovas : Monique Muller
- Maurice Jacquemont : Camoin
- Ticky Holgado : un garde (sous le nom de « Joseph Tiky »)
- Alexandre Fabre : un policier de l'équipe du commissaire Innocenti
- Giacomo Piperno : Galéazzi
- Pascal Pistacio : Abecassis
- Alain Rimoux :  le médecin
- Jean Degrave
- Georges Rostan

## Autour du film
- Tourné notamment à Livilliers.